# NGC 1497
NGC 1497 ist eine linsenförmige Galaxie im Sternbild Stier, die im New General Catalogue verzeichnet ist, die schätzungsweise 276 Millionen Lichtjahre von der Milchstraße entfernt ist. 
Das Objekt wurde am 11. Dezember 1876 von dem Astronomen Édouard Stephan  mit einem 80-cm-Teleskop entdeckt.